# Équipe du Nord-Vietnam de football
Maillots
L'équipe du Nord-Viêtnam de football (vietnamien : Đội tuyển bóng đá quốc gia Việt Nam Dân chủ Cộng hòa) était une sélection des meilleurs joueurs nord-viêtnamiens sous l'égide de la Fédération du Nord-Viêtnam de football. Cette sélection a joué des matches entre 1956 et 1970 et elle arrête lorsque la fin de la Guerre du Viêt Nam en 1975, avec l’annexion de la République du Viêt Nam et la création de la République socialiste du Viêt Nam en 1976. Elle ne dispute aucune qualification pour la Coupe du monde, ni pour la Coupe d'Asie.

## Adversaires

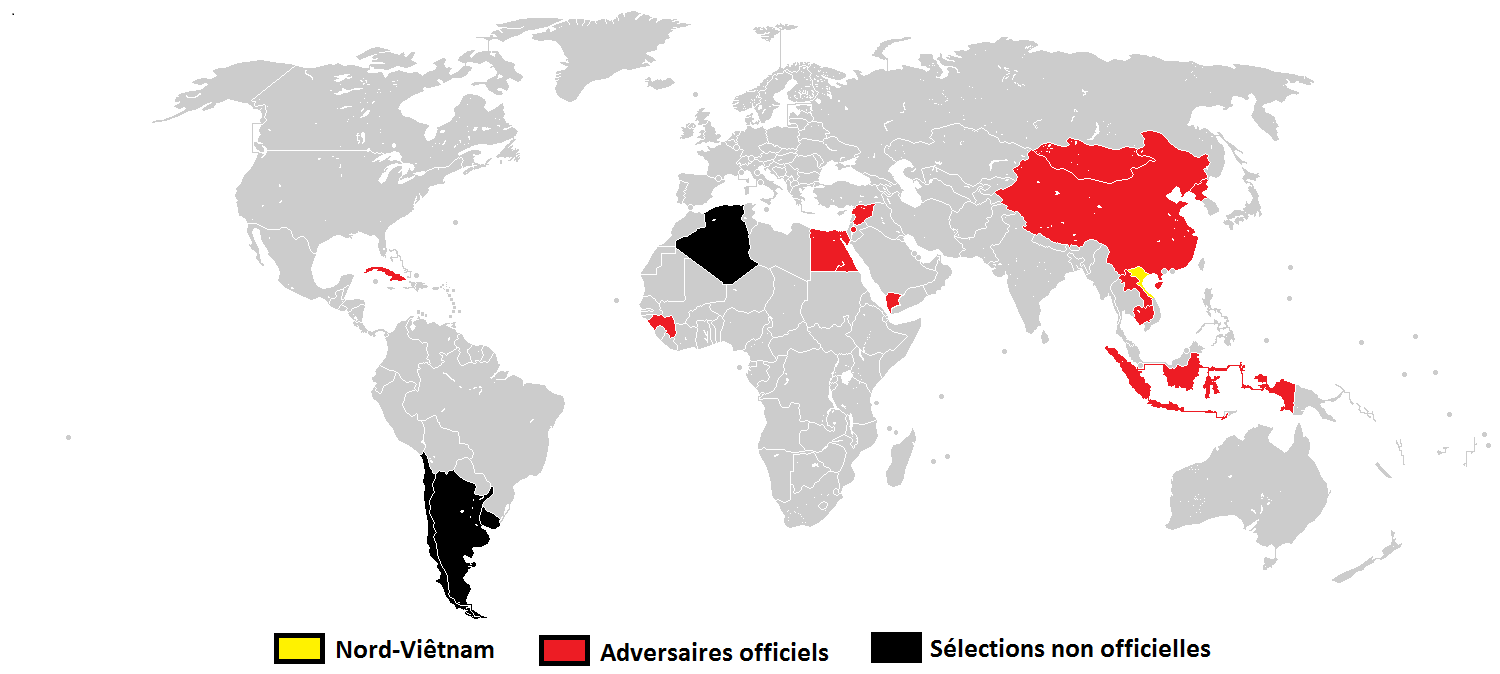
Carte des adversaires officiels et non-officiels du Nord-Viêtnam

## Compétitions

### TournoisGANEFO
| Année       | Résultat  |
| ----------- | --------- |
| GANEFO 1963 | Quatrième |
| GANEFO 1965 | Troisième |
| GANEFO 1966 | Troisième |

### Autres tournois
| Année                   | Résultat  |
| ----------------------- | --------- |
| Tournoi communiste 1956 | Troisième |
| Tournoi communiste 1959 | Troisième |
| Tournoi communiste 1960 | Troisième |
| Kwaa di Jakarta 1963    | Quatrième |